# Fading (canção)
"Fading" é uma canção da cantora barbadense Rihanna, gravada para o seu quinto álbum de estúdio Loud. Foi escrita e produzida por Polow da Don, com auxílio de Ester Dean no processo de composição da letra. A sua gravação decorreu em 2010 nos The Bunker Studios, em Paris, França. Embora não tenha recebido lançamento como single, à semelhança de "Love the Way You Lie (Part II)", devido às vendas digitais após o lançamento do disco, conseguiu entrar na tabela musical britânica UK Singles Chart e na sul-coreana Gaon International Chart.
A canção deriva de origens estilísticas do R&B, sendo que musicalmente contém demonstrações da faixa "One by One" por Enya, enquanto que liricamente, trata sobre o final de uma relação amorosa através de um dos elementos. "Fading" recebeu críticas mistas, sendo apreciada pelo trabalho de produção de Polow da Don, mas reprovada pelo facto de Rihanna ter copiado a sua própria fórmula, falhado assim em obter algo novo. Alguns dos avaliadores notaram semelhanças com um dos singles anteriores da cantora, "Take a Bow". A sua divulgação consistiu somente em interpretações ao vivo pontuais, durante digressão mundial The Loud Tour, nomeadamente em Toronto.

## Antecedentes e divulgação

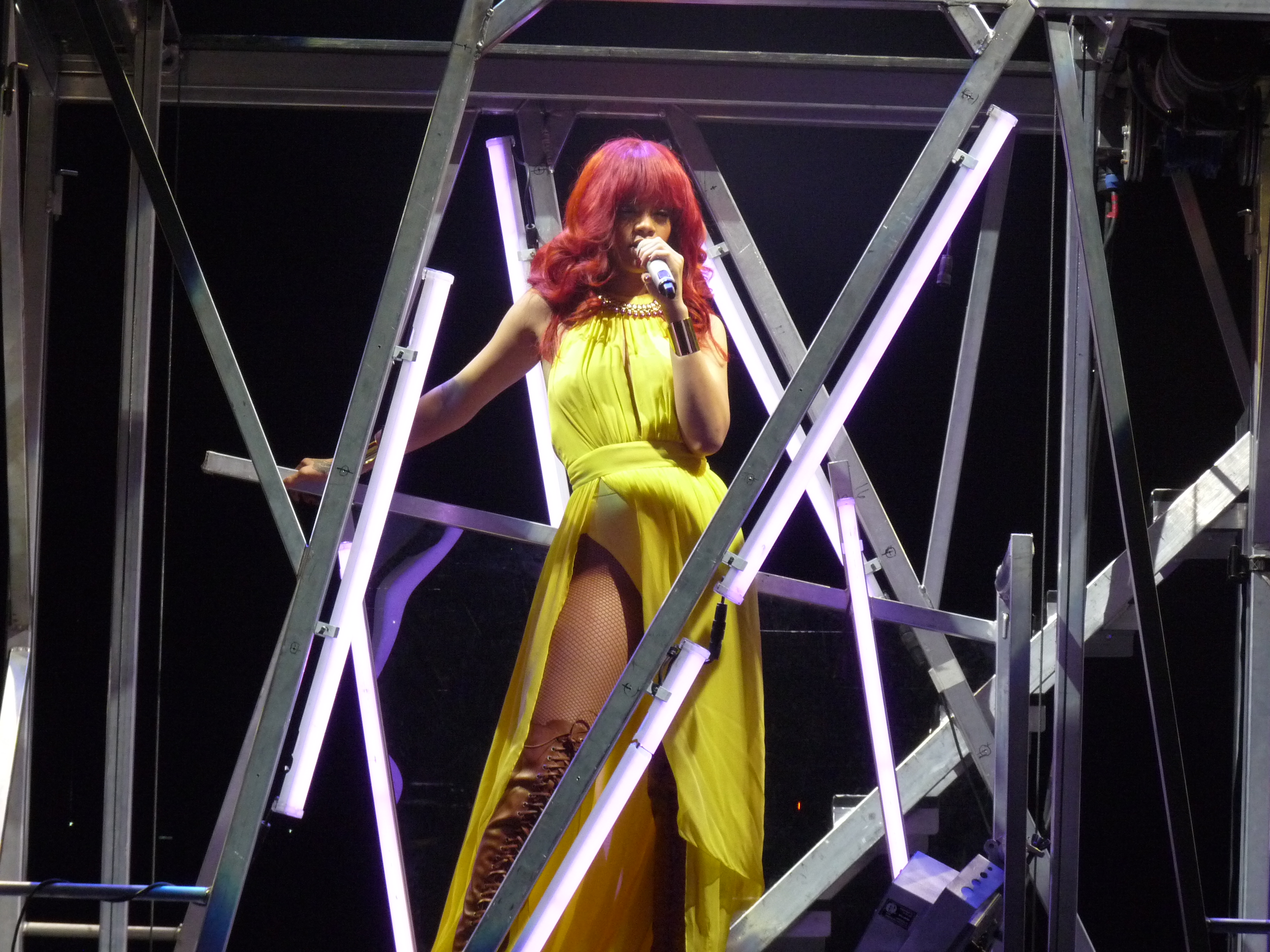
Rihanna durante a digressão mundial The Loud Tour, em que interpretou diversas vezes a canção, nomeadamente em Toronto e Montreal.

Em março de 2010 a MTV confirmou que o processo de elaboração de Loud iniciou-se em fevereiro, prolongando-se por seis meses e coincidindo com a digressão Last Girl on Earth Tour e as gravações do filme que marca a sua estreia no cinema, Battleship. No início de março de 2011, Rihanna pediu aos seus fãs ajuda na escolha do single que sucederia a "S&M". Através do Twitter, a artista colocou várias hipóteses de escolha, desde "Fading", "Cheers (Drink to That)", "Man Down" ou "California King Bed"; a mais popular teria um vídeo musical gravado no final desse mesmo mês. No dia 12 do mesmo mês acabou por ser revelado que "California King Bed" era a opção com mais requisitada pelos seguidores da cantora. Após a notícia de um possível relançamento do disco, em agosto de 2011, foi divulgada na Internet uma remistura da faixa e rumores apontavam para que fosse lançada como single. No entanto, Rihanna confirmou que iria ser lançado um álbum de estúdio completamente novo, cancelando possíveis planos de promoção da obra.
Embora não tenha recebido promoção semelhante a outros trabalhos, nomeadamente atuações em programas televisivos, a música fez parte do alinhamento da digressão mundial The Loud Tour. A cantora interpretou "Fading" no final do espetáculo, a 6 e 7 de junho de 2011 pela primeira vez, no ginásio Air Canada Centre em Toronto, Canadá. Jane Stevenson do tabloide Toronto Sun assistiu à performance, revelando que a artista atuou num seguimento de baladas do seu repertório, como "Unfaithful", "Hate That I Love You" e "California King Bed", além de terem sido ouvidas outras faixas como "Rude Boy", "Don't Stop the Music" e "Take a Bow". Stevenson ainda reparou que o vestuário utilizado para a atuação foi o mesmo de "What's My Name?".

## Estilo musical e receção crítica
"Fading" é uma canção de tempo moderado com elementos de estilo R&B, incorporando demonstrações de "One by One" da cantora irlandesa Enya, presente no disco A Day Without Rain. Foi escrita e produzida por Polow da Don, com auxílio de Ester Dean no processo de composição da letra. A sua gravação decorreu em 2010 nos The Bunker Studios, em Paris, França. Musicalmente, a obra inclui um instrumental concebidos através de pianos e violinos, enquanto que em termos líricos, fala sobre a protagonista feminina deixar o companheiro, apercebendo-se da distância existente entre ambos que marca o desvanecimento da relação. Emily Mackay da revista NME observou que a música era reminiscente de uma outra anterior sobre um relacionamento que não resultou, ou seja, "Take a Bow".
As críticas atribuídas foram positivas, sucedidas ao lançamento de Loud, em que grande parte dos avaliadores acabaram por prezar a produção da canção. Mesfin Fekadu do Boston Globe adjetivou-a como "excecional" e  também comparou o seu conteúdo lírico ao de um dos singles anteriores de Rihanna, "Take a Bow", escrevendo que a artista é hábil ao falar sobre relações em que a mulher deixa o homem. Jon Pareles do diário The New York Times congratulou Polow da Don pela composição e produção da faixa, afirmando que esta tem uma estratégia "com elementos longos e curtos sustentados por refrões e versos destacados", observando que "são subitamente cortados para capturar a ambivalência de um romance falhado" Melissa Maerz da Rolling Stone comentou que a cantora consegue manter-se "serena" na música, mesmo com as demonstrações de "One by One" por Enya e referenciou o terceiro disco de Rihanna, Good Girl Gone Bad, considerando uma melhoria desde então.
Leah Greenblatt da Entertainment Weekly escreveu apenas que a obra "é um momento maravilhoso e sintetizado de um desafio doce". David Driver do sítio Sputnikmusic afirmou que "Fading", juntamente com "California King Bed", são ambas "duas baladas bem concebidas e emotivas", e que são "completamente livres" dos tons que se poderiam encontrar no registo anterior da jovem, Rated R. Colin Gentry do canal britânico 4Music também notou na sua análise que a música comunica uma expressão apaixonada e de tristeza para o ouvinte, enquanto que Ryan Burleson do portal Consequence of Sound considerou que era um dos melhores trabalhos no álbum, comentando que destaca-se "sonoramente". Burleson comparou o trabalho da artista a de outros músicos dos anos 90, como Aaliyah e Faith Evans, devido à sonoridade "esperançosa" de R&B, contudo, Ryan Dombell da revista Pitchfork Media criticou a faixa e a própria cantora, por "copiar tanto a sua fórmula R&B que torna-se redundante".

## Desempenho nas tabelas musicais
A faixa conseguiu entrar na tabela musical UK Singles Chart, atingindo a 187.ª posição no Reino Unido, e ainda na Gaon International Chart da Coreia do Sul em 78.º lugar, devido às vendas digitais posteriores ao lançamento do disco.